# Ян Енглерт
Ян Александер Енглерт (на полски: Jan Aleksander Englert) е полски актьор и режисьор.

## Биография
Роден е във Варшава на 11 май 1943 г. Завършил е Държавното висше театрално училище във Варшава през 1964 г.
От 1964 до 1981 г. е в трупата на Съвременния театър във Варшава. През 1981 г. преминава на работа във варшавския Полски театър, където работи до 1994 г. През същата година преминава в трупата на Народния театър, на който е художествен ръководител след 2002 г.
Енглерт е известен в Полша педагог по актьорско майсторство. От 1981 до 1987 г. е декан на Факултета за актьори в Държавното висше театрално училище и е негов ректор от 1987 до 1993 г. и след това между 1996 и 2002 г. През май 2001 г. е удостоен със званието почетен професор на Руската академия за театрално изкуство в Москва. От 2003 г. е директор на Националния театър във Варшава.
Филмовата му кариера започва с роля във филма „Канал“ на Анджей Вайда. Участва в повече от 80 филма. Известен е на българската публика като изпълнител на главната мъжка роля (на отец Рикардо Леон Ередия и Санта Крус) в българския филм „Осъдени души“ (1975) по едноименния роман на Димитър Димов, озвучаван от Коста Цонев. За тази роля получава единствената международна награда във филмовата си кариера.